# Gabriela Badura
Gabriela Badura (* 22. Februar 1941 in Gleiwitz) ist eine deutsche Theaterschauspielerin.

## Leben
Badura wuchs in Tirschenreuth und Augsburg auf. Nach einem Schauspielstudium am Max-Reinhardt-Seminar in Wien war sie zunächst am Burgtheater in Wien engagiert. Danach folgten Engagements in Bonn, Düsseldorf, Zürich und Essen. Mit dem neuen Schauspielchef Claus Leininger wechselte sie 1975 von Essen an das Nationaltheater Mannheim, dem sie bis zum Ende der Spielzeit 2013/2014 angehörte. In der Rolle der Witwe Begbick in Brechts Mann ist Mann stand sie am 31. August 1975 erstmals auf der Bühne des Nationaltheaters. Im Mai 1980 gastierte sie mit Vatermord von Arnolt Bronnen unter der Regie von Jürgen Bosse an der Seite von Werner Sentek, Hans Falár und Heinz Schubert beim Berliner Theatertreffen.
Ab 1991 arbeitete sie häufig mit dem Regisseur David Mouchtar-Samorai zusammen, u. a. am Schauspielhaus Düsseldorf.
Gabriela Badura ist zum zweiten Mal verheiratet und hat zwei Kinder.

## Hörspiele
- 1968: Aldous Huxley: Das Porträt – Bearbeitung und Regie: Ferry Bauer (Hörspielbearbeitung – ORF Oberösterreich)
- 1968: Gustav Meyrink: Der Golem – Regie: Ferry Bauer (Hörspielbearbeitung – ORF Oberösterreich)
- 1985: Hermann Ebeling: Edit – Große Schwester – Regie: Andreas Weber-Schäfer – (SWR)
- 2014: Iris Drögekamp: Als mein Vater ein Busch wurde und ich meinen Namen verlor – Regie: Iris Drögekamp (Kinderhörspiel – SWR)

## Preise und Auszeichnungen
- 2008: Bloomaulorden
- 2013: Ehrenmitgliedschaft des Nationaltheaters Mannheim[2][6]

## Einzelbelege
1. ↑  Landesbibliographie Baden-Württemberg
2. 1 2  Laura Bettag: Frau‘n und Männer nichts als Spieler. In: Zeitfenster Nr. 55. Nationaltheater Mannheim, abgerufen am 18. August 2024.
3. ↑  Ralf-Carl Langhals: Wenn keine Träne, aber viel Herzblut fließt. In: morgenweb.de. 3. Juli 2013, abgerufen am 18. August 2024.
4. ↑  Hans Joachim Reichhardt: Zehn Jahre Theater in Berlin, S. 514
5. ↑  Joachim Klement: Zeitzeugen. Gabriela Badura. 1998, siehe Literatur
6. ↑  Sandra Strahonja: Das Nationaltheater Mannheim verleiht Ehrenmitgliedschaft an Gabriela Badura. In: freundederkuenste.de. Gesellschaft der Freunde der Künste, 28. Juni 2013, abgerufen am 18. August 2024.

| Personendaten    | Personendaten                  |
| ---------------- | ------------------------------ |
| NAME             | Badura, Gabriela               |
| KURZBESCHREIBUNG | deutsche Theaterschauspielerin |
| GEBURTSDATUM     | 22. Februar 1941               |
| GEBURTSORT       | Gleiwitz                       |